# Kokkinóchoma
Kokkinóchoma (Kokkinochoma) är en ort i Grekland.   Den ligger i prefekturen Nomós Kaválas och regionen Östra Makedonien och Thrakien, i den nordöstra delen av landet, 300 km norr om huvudstaden Aten. Kokkinóchoma ligger 88 meter över havet och antalet invånare är 1 472.
Terrängen runt Kokkinóchoma är kuperad åt sydost, men åt nordväst är den platt. En vik av havet är nära Kokkinóchoma åt sydost.  Närmaste större samhälle är Kavála, 8,4 km öster om Kokkinóchoma. 